# Atkinsons Building (Londres)

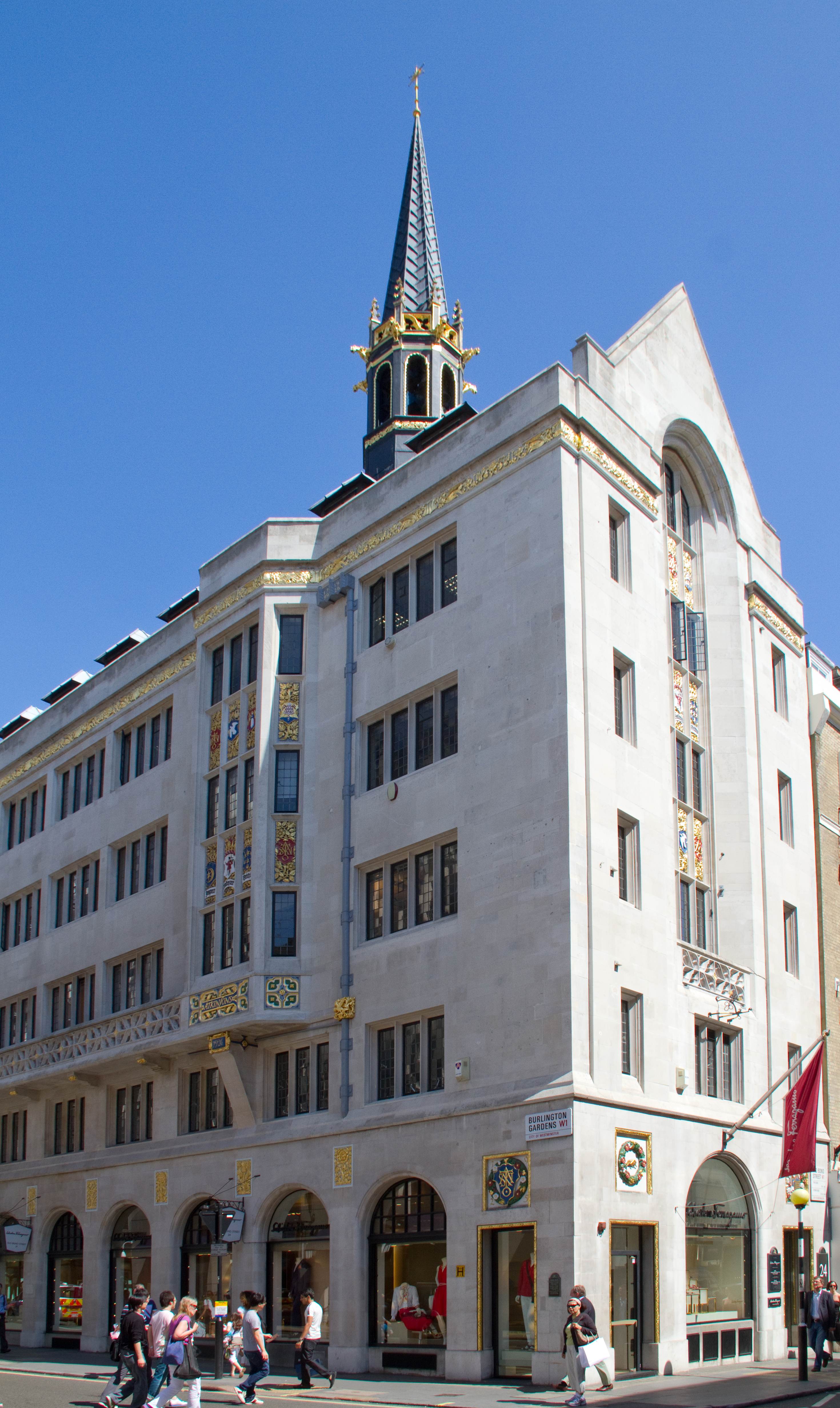
Edificio Atkinson. Lado de Burlington Gardens a la izquierda de la imagen, Old Bond Street a la derecha.

Atkinsons Building, que incluye 2 y 4 Burlington Gardens, es un edificio catalogado de Grado II en la esquina de Old Bond Street y Burlington Gardens. Fue construido en 1926 en estilo neogótico e incluye detalles de Artes y Oficios según proyecto del arquitecto Vincent Harris. El edificio fue diseñado para la compañía de perfumes Atkinsons de Londres . Actualmente está ocupado por una tienda de moda femenina.
Contiene un instrumento musical de carillón.

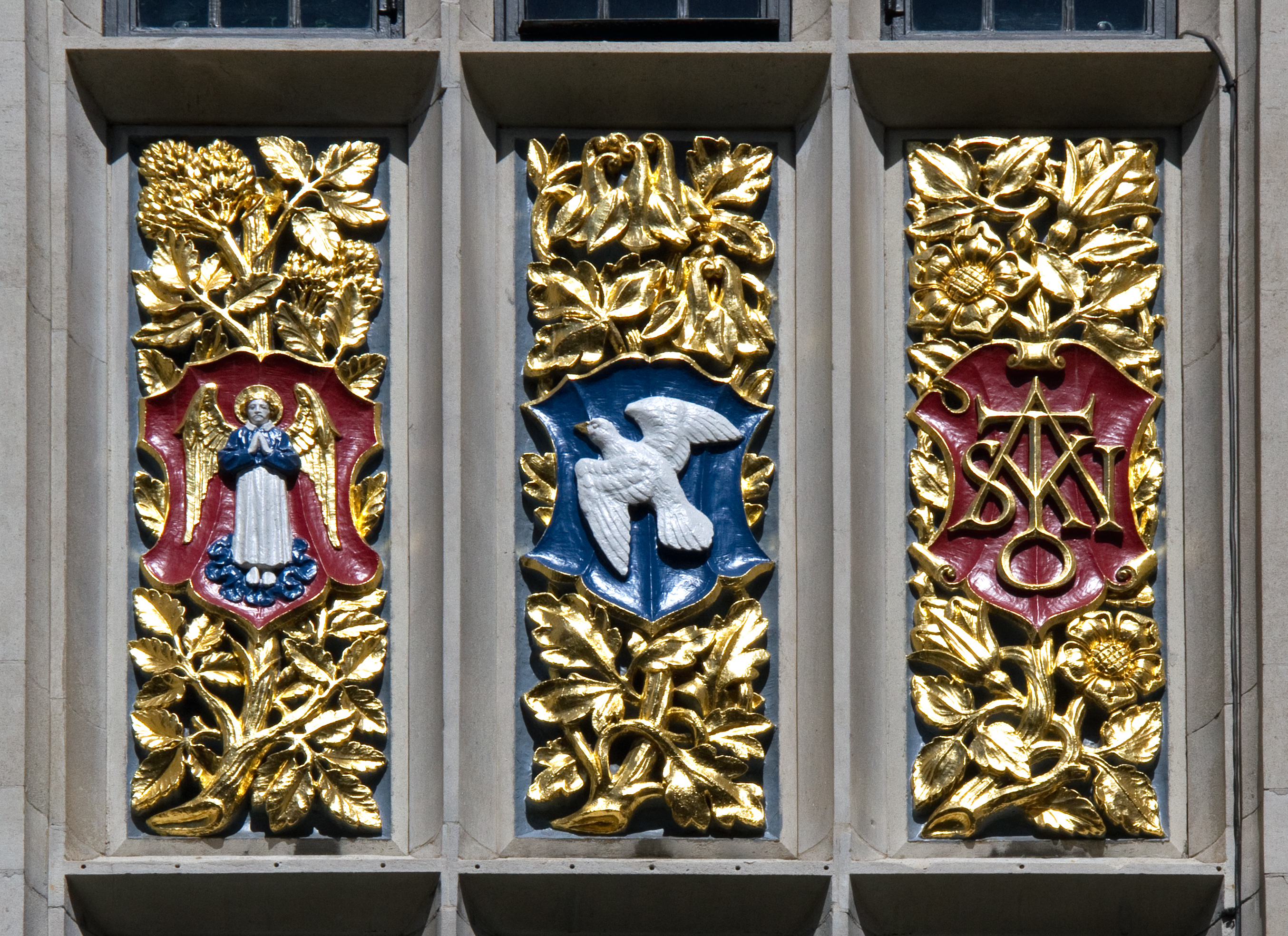
Detalle.
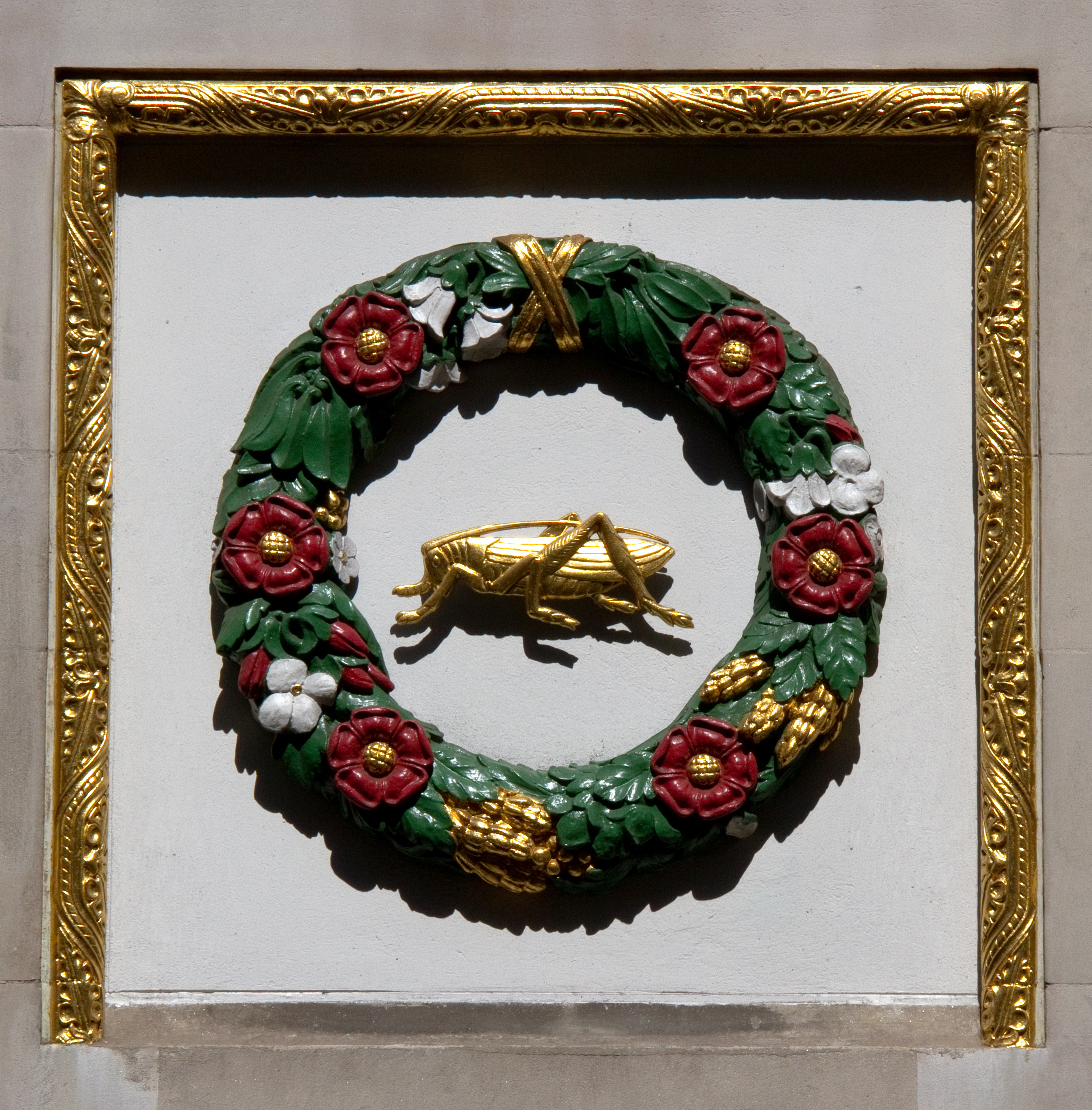
Detalle.
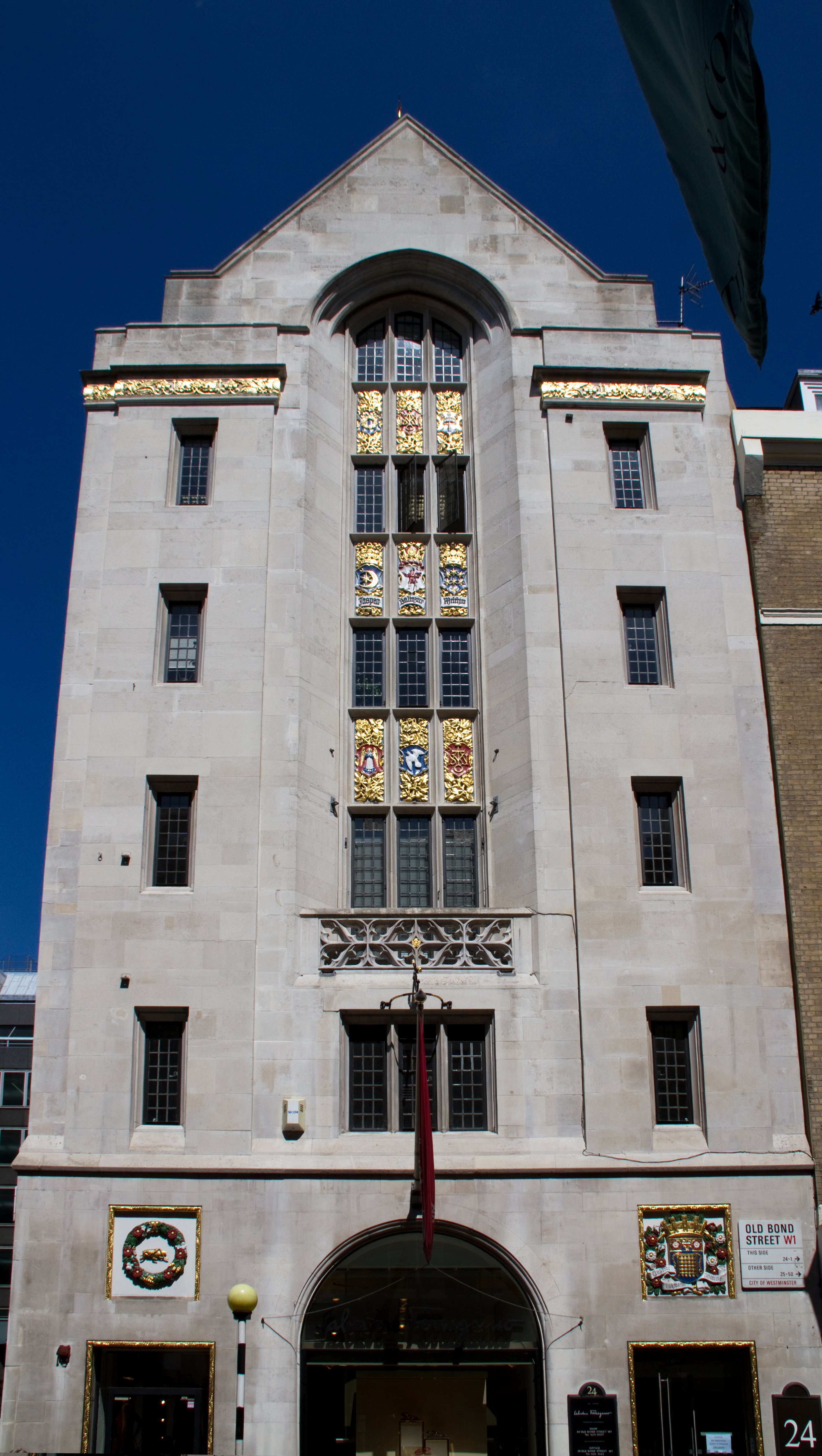
Lado de Old Bond Street.
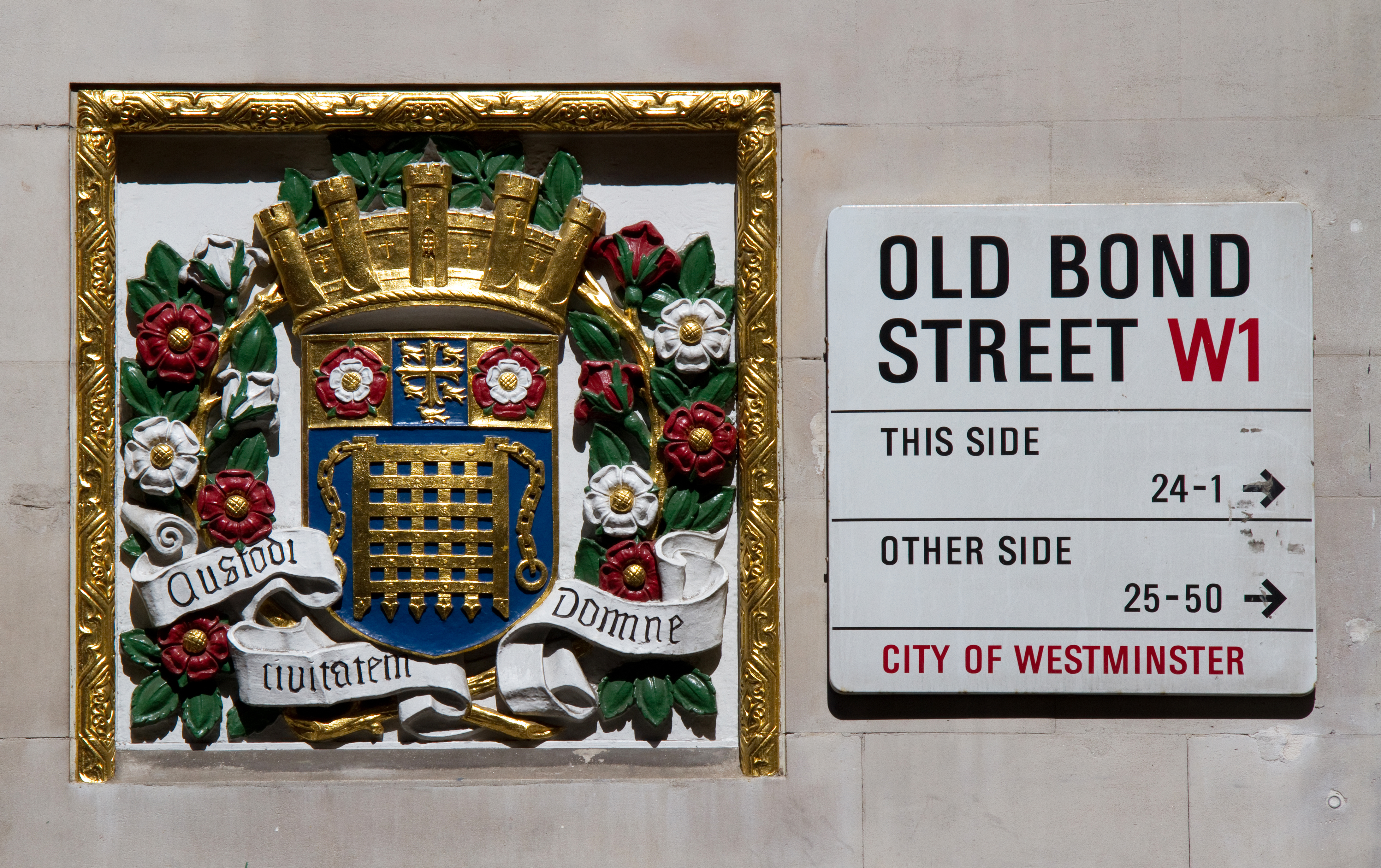
Detalle y placa de calle.